# Shinjuku Daiichi Seimei Building
Le Shinjuku Daiichi Seimei Building (新宿第一生命ビル, shinjuku daiichi seimei biru) est un gratte-ciel haut de 115 m situé dans le quartier d'affaires de Nishi Shinjuku à Tokyo.